# Urmia
Urmia (eller Orumieh) er en by i det nordvestlige Iran, med et indbyggertal på	736.224 (2016). Byen er hovedstad i provinsen Vest-Aserbajdsjan. Den ligger ved bredden af Urmiasøen, tæt ved grænsen til nabolandet Tyrkiet.
Urmia ligger 596 km nordvest for Teheran og 17 km fra den vestlige bred af Urmia-søen, på vejen mellem Khoy og Salmas til Naghadeh og Piranshahr.